# Прапор Курганської області
Прапор Курганської області є символом Курганської області. Прийнято 1 грудня 1997 року.

## Опис
Прапор Курганської області являє собою прямокутне полотнище, ширина й довжина якого співвідносяться як 1:2, розділене по горизонталі на три рівновеликі смуги білого, смарагдового (зеленого) і білого кольорів. У центральній частині смарагдової (зеленої) смуги — курганна емблема з герба Курганської області: два срібні кургани (пагорба), один за іншим, силуети курганів розділені смарагдовим (зеленим) контуром. Зворотна сторона прапора є дзеркальним відображенням його лицьової сторони.